# لا ناو دي بيرغويدا (برشلونة)
بلدية لا ناو دي بيرغيدا (بالكاتالانية: la Nou de Berguedà) هي إحدى بلديات مقاطعة برشلونة، والتي تقع في منطقة كاتالونيا، شرق إسبانيا.
يبلغ عدد سكانها 149 نسمة وفقاً لإحصائية سنة (2007).